# ICC World Cup Qualifier 2018
L'ICC World Cup Qualifier 2018 è stato un torneo mondiale di cricket, valido per poter assegnare gli ultimi due posti disponibili per la Coppa del Mondo 2019. La vittoria finale è andata alla nazionale dell'Afghanistan, per la prima volta nella storia.

## Formula
La formula ricalca in toto quella dell'edizione precedente. Le 10 squadre partecipanti sono state divise in 2 gruppi da cinque squadre. Ogni gruppo era un girone all'italiana con partite di sola andata. Le prime tre classificate dei gruppi si qualificavano per la seconda fase, composta da un nuovo girone all'italiana da sei squadre, chiamato Super Six. Le prime due classificate del Super Six giocavano la finale per il titolo e ottenevano la qualificazione al mondiale 2019.

## Primo Turno
- Legenda:
  - G: Partite giocate.
  - V: Partite vinte, 2 punti.
  - P: Partite perse, 0 punti.
  - Par: Partite pareggiate, 1 punto.
  - NR: No Result, partita annullata o non completata, 1 punto.
  - Pti: Punti
  - NRR: Net Run Rate

### Gruppo A
| Squadre             | G | V | P | Par | NR | Pti | NRR    | Esito                                        |
| ------------------- | - | - | - | --- | -- | --- | ------ | -------------------------------------------- |
| Indie Occidentali   | 4 | 4 | 0 | 0   | 0  | 8   | +1.171 | Qualificati al Super Six                     |
| Irlanda             | 4 | 3 | 1 | 0   | 0  | 6   | +1.479 | Qualificati al Super Six                     |
| Emirati Arabi Uniti | 4 | 2 | 2 | 0   | 0  | 4   | –1.177 | Qualificati al Super Six                     |
| Paesi Bassi         | 4 | 1 | 3 | 0   | 0  | 2   | –0.709 | Qualificati per il torneo per il VII-X posto |
| Papua Nuova Guinea  | 4 | 0 | 4 | 0   | 0  | 0   | –0.865 | Qualificati per il torneo per il VII-X posto |

### Gruppo B
| Squadre     | G | V | P | Par | NR | Pti | NRR    | Esito                                        |
| ----------- | - | - | - | --- | -- | --- | ------ | -------------------------------------------- |
| Zimbabwe    | 4 | 3 | 0 | 1   | 0  | 7   | +1.035 | Qualificati al Super Six                     |
| Scozia      | 4 | 3 | 0 | 1   | 0  | 7   | +0.855 | Qualificati al Super Six                     |
| Afghanistan | 4 | 1 | 3 | 0   | 0  | 2   | +0.038 | Qualificati al Super Six                     |
| Nepal       | 4 | 1 | 3 | 0   | 0  | 2   | –0.893 | Qualificati per il torneo per il VII-X posto |
| Hong Kong   | 4 | 1 | 3 | 0   | 0  | 2   | –1.121 | Qualificati per il torneo per il VII-X posto |

## VII-X Posto
|  | Semifinali         | Semifinali         | Semifinali  |             |       | Finale VII posto   | Finale VII posto   | Finale VII posto |  |
|  |                    |                    |             |             |       |                    |                    |                  |  |
|  | Papua Nuova Guinea | Papua Nuova Guinea | 114         |             |       |                    |                    |                  |  |
|  | Papua Nuova Guinea | Papua Nuova Guinea | 114         |             |       |                    |                    |                  |  |
|  | Nepal              | Nepal              | 115/4       |             |       |                    |                    |                  |  |
|  | Nepal              | Nepal              | 115/4       |             | Nepal | Nepal              | 144                |                  |  |
|  |                    |                    |             |             | Nepal | Nepal              | 144                |                  |  |
|  |                    |                    | Paesi Bassi | Paesi Bassi | 189/9 |                    |                    |                  |  |
|  | Paesi Bassi        | Paesi Bassi        | Paesi Bassi | Paesi Bassi | 189/9 | 174                |                    |                  |  |
|  | Paesi Bassi        | Paesi Bassi        |             |             |       | 174                |                    |                  |  |
|  | Hong Kong          | Hong Kong          | 130         |             |       | Finale IX posto    | Finale IX posto    | Finale IX posto  |  |
|  | Hong Kong          | Hong Kong          | 130         |             |       |                    |                    |                  |  |
|  |                    |                    |             |             |       |                    |                    |                  |  |
|  |                    |                    |             |             |       | Papua Nuova Guinea | Papua Nuova Guinea | 200              |  |
|  |                    |                    |             |             |       | Papua Nuova Guinea | Papua Nuova Guinea | 200              |  |
|  |                    |                    |             |             |       | Hong Kong          | Hong Kong          | 142              |  |

## Super Six
| Squadre             | G | V | P | Par | NR | Pti | NRR    | Esito                                               |
| ------------------- | - | - | - | --- | -- | --- | ------ | --------------------------------------------------- |
| Indie Occidentali   | 5 | 4 | 1 | 0   | 0  | 8   | +0.472 | Qualificate alla finale e alla Coppa del Mondo 2019 |
| Afghanistan         | 5 | 3 | 2 | 0   | 0  | 6   | +0.302 | Qualificate alla finale e alla Coppa del Mondo 2019 |
| Zimbabwe            | 5 | 2 | 2 | 1   | 0  | 5   | +0.420 |                                                     |
| Scozia              | 5 | 2 | 2 | 1   | 0  | 5   | +0.243 |                                                     |
| Irlanda             | 5 | 2 | 3 | 0   | 0  | 4   | +0.346 |                                                     |
| Emirati Arabi Uniti | 5 | 1 | 4 | 0   | 0  | 2   | –1.950 |                                                     |

## Finale
| Data          | Luogo                               | In battuta (nel I innings)                 | Al lancio (nel I innings)      | Risultato                        |
| ------------- | ----------------------------------- | ------------------------------------------ | ------------------------------ | -------------------------------- |
| 25 marzo 2018 | Harare Sports Club Harare, Zimbabwe | Indie Occidentali 204/all out (46.5 overs) | Afghanistan 206/3 (40.4 overs) | AFG vince di 7 wickets Tabellino |

## Classifica finale
| Posizione | Squadre             | Conseguenze                                                                           |
| --------- | ------------------- | ------------------------------------------------------------------------------------- |
| 1         | Afghanistan         | Qualificate per la Coppa del Mondo 2019                                               |
| 2         | Indie Occidentali   | Qualificate per la Coppa del Mondo 2019                                               |
| 3         | Zimbabwe            |                                                                                       |
| 4         | Scozia              | Mantiene lo ODI Status fino al 2022                                                   |
| 5         | Irlanda             |                                                                                       |
| 6         | Emirati Arabi Uniti | Mantiene lo ODI Status fino al 2022                                                   |
| 7         | Paesi Bassi         | Mantiene lo ODI Status fino al 2022                                                   |
| 8         | Nepal               | Guadagna lo ODI Status fino al 2022                                                   |
| 9         | Papua Nuova Guinea  | Retrocesso nella Division Two della ICC World Cricket League 2019 Perde lo ODI Status |
| 10        | Hong Kong           | Retrocesso nella Division Two della ICC World Cricket League 2019 Perde lo ODI Status |

Nota: Irlanda e Zimbabwe in quanto Full members dell'ICC hanno diritto stabilmente all'ODI Status